# Eryk Anders
Eryk Anders, född 21 april 1987 på en amerikansk militär flygbas i Filippinerna, är en amerikansk MMA-utövare som sedan 2017 tävlar i organisationen Ultimate Fighting Championships mellanvikt.

## MMA karriär
Anders började sin MMA-karriär 2012 med att gå som amatör i 22 matcher även om hans officiella facit var 13-3-1 vid sin professionella debut 2015 i Strike Hard Productions. Där vann han mot Josh Rasberry via TKO efter 40 sekunder i den första ronden.

### Bellator MMA
Anders debuterade hos Bellator den 21 oktober 2016 där han vann mot Brian White via TKO 23 sekunder in i första ronden.

### Legacy Fighting Alliance
Anders skrev på för LFA och vann sin debut mot Jon Kirk den 10 mars 2017 via TKO i den första ronden.

### Ultimate Fighting Championship
Anders debuterade i UFC mot Rafael Natal den 22 juli 2017 där han vann via KO i den första ronden. 

## MMA tävlingsfacit
| Resultat   | Facit    | Motståndare               | Metod                   | Evenemang                                 | Datum             | Rond | Tid  | Plats                    | Notering                                           |
| ---------- | -------- | ------------------------- | ----------------------- | ----------------------------------------- | ----------------- | ---- | ---- | ------------------------ | -------------------------------------------------- |
| Vinst      | 1–0      | Josh Rasberry (USA)       | TKO (slag)              | Strike Hard Productions 40                | 22 augusti 2015   | 1    | 0:40 | Tuscaloosa, AL, USA      | Mellanviktsdebut.                                  |
| Vinst      | 2–0      | Demarcus Sharpe (USA)     | Domslut (enhäligt)      | SFC - Southern Explosion 1                | 20 oktober 2015   | 3    | 5:00 | Montgomery, AL, USA      |                                                    |
| Vinst      | 3–0      | Garrick James (JAM)       | TKO (slag)              | Strike Hard Productions 42                | 14 maj 2016       | 3    | 4:07 | Tuscaloosa, AL, USA      |                                                    |
| Vinst      | 4–0      | Dekaire Sanders (USA)     | Submission (rear-naked) | V3 Fights: Sanders vs. Anders             | 18 juni 2016      | 1    | 0:33 | Memphis, TN, USA         |                                                    |
| Vinst      | 5–0      | Jesse Grun (USA)          | TKO (slag)              | Valor Fights 37: Grun vs. Anders          | 27 augusti 2016   | 1    | 3:18 | Cleveland, TN, USA       |                                                    |
| Vinst      | 6–0      | Brian White (USA)         | TKO (slag)              | Bellator 162                              | 21 oktober 2016   | 1    | 0:23 | Memphis, TN, USA         |                                                    |
| Vinst      | 7–0      | Jon Kirk (USA)            | TKO (slag)              | LFA 6: Junior vs. Rodriguez               | 10 mars 2017      | 1    | 1:35 | San Antonio, TX, USA     | Catchvikt (190 lbs / 86 kg).                       |
| Vinst      | 8–0      | Brendan Allen (USA)       | Domslut (enhälligt)     | LFA 14: Allen vs. Anders                  | 23 juni 2017      | 5    | 5:00 | Houston, TX, USA         | Vann LFA:s nyinstiftade, vakanta mellanviktstitel. |
| Vinst      | 9–0      | Rafael Natal (BRA)        | KO (slag)               | UFC on Fox: Weidman vs. Gastelum          | 22 juli 2017      | 1    | 2:54 | Uniondale, NY, USA       |                                                    |
| Vinst      | 10–0     | Markus Perez (BRA)        | Domslut (enhälligt)     | UFC Fight Night: Swanson vs. Ortega       | 9 december 2017   | 3    | 5:00 | Fresno, CA, USA          |                                                    |
| Förlust    | 10–1     | Lyoto Machida (BRA)       | Domslut (delat)         | UFC Fight Night: Machida vs. Anders       | 3 februari 2018   | 5    | 5:00 | Belém, Brasilien         |                                                    |
| Vinst      | 11–1     | Tim Williams (USA)        | KO (huvudspark)         | UFC Fight Night: Gaethje vs. Vick         | 25 augusti 2018   | 3    | 4:42 | Lincoln, NE, USA         | Performance of Night.                              |
| Förlust    | 11–2     | Thiago Santos (BRA)       | TKO (domaren bryter)    | UFC Fight Night: Santos vs. Anders        | 22 september 2018 | 3    | 5:00 | São Paulo, Brasilien     | Lätt tungviktsdebut. Fight of the Night.           |
| Förlust    | 11–3     | Elias Theodorou (CAN)     | Domslut (delat)         | UFC 231                                   | 8 december 2018   | 3    | 5:00 | Toronto, Ontario, Kanada | Mellanvikt.                                        |
| Förlust    | 11–4     | Khalil Rountree Jr. (USA) | Domslut (enhälligt)     | UFC 236                                   | 13 april 2019     | 3    | 5:00 | Atlanta, GA, USA         | Lätt tungvikt.                                     |
| Vinst      | 12–4     | Vinicius Moreira (BRA)    | KO (slag)               | UFC on ESPN 3                             | 29 juni 2019      | 1    | 1:18 | Minneapolis, MN, USA     | Performance of the Night.                          |
| Vinst      | 13–4     | Gerald Meerschaert (USA)  | Domslut (delat)         | UFC Fight Night: Jędrzejczyk vs. Waterson | 12 oktober 2019   | 3    | 5:00 | Tampa, FL, USA           | Mellanvikt                                         |
| Förlust    | 13–5     | Krzysztof Jotko (POL)     | Domslut (enhälligt)     | UFC Fight Night: Overeem vs. Harris       | 16 maj 2020       | 3    | 5:00 | Jacksonville, FL, USA    |                                                    |
| No Contest | 13–5 (1) | Darren Stewart (GBR)      | NC (regelvidrigt knä)   | UFC Fight Night: Edwards vs. Muhammad     | 13 mars 2021      | 1    | 4:37 | Las Vegas, NV, USA       |                                                    |
| Vinst      | 14–5 (1) | Darren Stewart (GBR)      | Domslut (enhälligt)     | UFC 263                                   | 12 juni 2021      | 3    | 5:00 | Glendale, AZ, USA        |                                                    |